# Калинино (Тельмановский район)
Калинино (укр. Калініне) / Белокриничное (укр. Білокриничне) — село на Украине, находится в Тельмановском районе Донецкой области. Под контролем самопровозглашённой Донецкой Народной Республики.

## География
В Донецкой области до 2016 года имелось ещё два одноимённых населённых пункта, в том числе село Калинино (ныне — Калиново) в соседнем Волновахском районе.

#### Соседние населённые пункты по странам света
ССВ: Терновка
СЗ: Свободное
СВ: Коньково
З: Дерсово
В: —
ЮЗ: Чумак
ЮВ: Самсоново
Ю: Октябрьское

## История
12 мая 2016 года Верховная Рада Украины присвоила селу название Белокриничное в рамках кампании по декоммунизации на Украине. Переименование не было признано властями самопровозглашенной ДНР.

## Население
Население по переписи 2001 года составляло 99 человек.

## Общие сведения
Код КОАТУУ — 1424881903. Почтовый индекс — 87100. Телефонный код — 6279.

## Адрес местного совета
87172, Донецкая область, Тельмановский р-н, с. Коньково, ул. Советская, 17; тел. 27-1-41.